# Rasbora kalbarensis
Rasbora kalbarensis är en fiskart som beskrevs av Kottelat, 1991. Rasbora kalbarensis ingår i släktet Rasbora och familjen karpfiskar. Inga underarter finns listade i Catalogue of Life.